# Arne Kreutzfeldt
Arne Kreutzfeldt (* 22. Juni 1978 in Hildesheim) ist ein deutscher Fernsehproduzent. Er ist Geschäftsführer von Florida TV.

## Leben
Während seines Studiums der Medienbetriebswirtschaftslehre in Köln war Arne Kreutzfeldt für das Kölner Produktionsunternehmen Brainpool TV GmbH tätig. Als Producer zeichnete er unter anderem für die Formate Sarah Kuttner – Die Show (VIVA) und später Kuttner. (MTV) sowie Der Bachelor (RTL) verantwortlich.
Im Jahr 2007 wechselte Kreutzfeldt als Unterhaltungschef und Executive Producer zum Schweizer Privatsender 3 Plus TV.
Ab Sommer 2009 war Arne Kreutzfeldt kurzzeitig für die – von Pocher Entertainment und Spiegel TV produzierte – Oliver Pocher Show (Sat.1) als Executive Producer verantwortlich. Er verließ das Unternehmen Ende 2009 auf eigenen Wunsch.
Danach war er zunächst als Executive Producer und ab 1. September 2013 als Programmbereichsleiter Factual Entertainment für die MME Entertainment in Berlin tätig. Im Herbst 2015 übernahm er die Geschäftsführung des Schwesterunternehmens Tower Productions, einem Joint Venture der britischen Medienhäuser BBC Studios und all3media.
Seit 2019 ist Arne Kreutzfeldt mit Thomas Schmitt Geschäftsführer und Gesellschafter der unabhängigen TV-Produktionsfirma Florida Entertainment. Haupteigentümer des Unternehmens sind die beiden Entertainer Klaas Heufer-Umlauf und Joko Winterscheidt, welches u. a. die ProSieben-Shows Das Duell um die Welt, Late Night Berlin, Joko & Klaas gegen ProSieben, Die beste Show der Welt oder Wer stiehlt mir die Show? produziert.
Im gleichen Jahr übernahm Arne Kreutzfeldt auch die Geschäftsführung der neu gegründeten Tochterfirma Florida Film, die preisgekrönte Spielfilme wie Für immer Sommer 90, den Kinofilm Mittagsstunde oder fiktionale Serien wie Das Begräbnis, Legend of Wacken oder Check Check produziert.
Seit 2023 ist er zudem Geschäftsführer der Florida Factual. Die Tochterfirma der Florida Entertainment produziert Dokumentationen für ZDFzeit, ZDFzoom, Die Story im Ersten sowie ab Januar 2024 die politische Talkshow Hart aber fair.

## Ehrungen und Auszeichnungen
- 2013 Bayerischer Fernsehpreis in der Kategorie Unterhaltung für Undercover Boss.[10]
- 2021 Nannen Preis als Sonderpreis für „A Short Story of Moria“ und „Männerwelten“ (mit Joko Winterscheidt, Klaas Heufer-Umlauf, Thomas Schmitt, Sophie Passmann, Claudia Schölzel und Thomas Martiens)
- 2023 Deutscher Fernsehpreis in der Kategorie „Beste Doku-Serie“ für The World’s Most Dangerous Show (mit Greta Buschhaus, Johanna Maria Knothe, Ann-Catrin Malessa, Volker Neuenhoff und  Joko Winterscheidt)[11]